# Bolintin-Deal (gmina)
Bolintin-Deal – gmina w Rumunii, w okręgu Giurgiu. Obejmuje miejscowości Bolintin-Deal i Mihai Vodă. W 2011 roku liczyła 5921 mieszkańców. 